# Cabinet Sellering III
Land de Mecklembourg-Poméranie-Occidentale
Sellering II Schwesig I
Le cabinet Sellering III (en allemand : Kabinett Sellering III) est le gouvernement du Land de Mecklembourg-Poméranie-Occidentale entre le 1er novembre 2016 et le 4 juillet 2017, durant la , sous la 7e législature du Landtag.
Il est dirigé par le social-démocrate Erwin Sellering et formé après les élections régionales du 4 septembre 2016. Il se compose de huit ministres, dont un porte le titre de vice-ministre-président.
Il est constitué d'une grande coalition entre le Parti social-démocrate et l'Union chrétienne-démocrate.
Il succède au cabinet Sellering II et cède le pouvoir au cabinet Schwesig I.

## Historique du mandat
Dirigé par le ministre-président social-démocrate sortant Erwin Sellering, ce gouvernement est constitué et soutenu par une « grande coalition » entre le Parti social-démocrate d'Allemagne (SPD) et l'Union chrétienne-démocrate d'Allemagne (CDU). Ensemble, ils disposent de 42 députés sur 71, soit 59,2 % des sièges au Landtag.
Il est formé à la suite des élections législatives régionales du 4 septembre 2016.
Il succède au cabinet Sellering II, constitué et soutenu par une coalition identique.

### Formation
Lors de ce scrutin, le SPD perd de plus de cinq points et un député, tandis que la CDU recule pour sa part de quatre points, perdant deux élus et sa position de deuxième parti du Land. Comme en 2011, bien qu'une « coalition rouge-rouge » avec Die Linke soit majoritaire, Sellering décide de reconduire son alliance avec les chrétiens-démocrates, dans laquelle les sociaux-démocrates comptent désormais dix parlementaires de plus que leurs partenaires.

### Succession
Erwin Sellering annonce le 30 mai 2017 son intention de démissionner pour raisons de santé. La ministre fédérale de la Famille Manuela Schwesig est proposée dès le lendemain pour lui succéder par le SPD et reçoit le soutien de la CDU.
Lors du vote d'investiture organisé le 4 juillet au Landtag, Manuela Schwesig est effectivement élue ministre-présidente par 40 voix pour sur 70. Elle forme à la suite son gouvernement, composé des mêmes ministres que celui de son prédécesseur.

## Composition
- Par rapport au cabinet Sellering II, les nouveaux ministres sont indiqués en gras et les ministres qui ont changé d'attributions sont indiqués en italique.

| Portefeuille                                                                | Ministre | Ministre         | Parti |
| --------------------------------------------------------------------------- | -------- | ---------------- | ----- |
| Ministre-président                                                          |          | Erwin Sellering  | SPD   |
| Vice-ministre-président Ministre de l'Intérieur et des Affaires européennes |          | Lorenz Caffier   | CDU   |
| Ministre de la Justice                                                      |          | Katy Hoffmeister | CDU   |
| Ministre des Finances                                                       |          | Mathias Brodkorb | SPD   |
| Ministre de l'Économie, du Travail et de la Santé                           |          | Harry Glawe      | CDU   |
| Ministre de l'Agriculture et de l'Environnement                             |          | Till Backhaus    | SPD   |
| Ministre de l'Éducation, de la Science et de la Culture                     |          | Birgit Hesse     | SPD   |
| Ministre de l'Énergie, des Infrastructures et du Numérique                  |          | Christian Pegel  | SPD   |
| Ministre des Affaires sociales, de l'Intégration et de l'Égalité            |          | Stefanie Drese   | SPD   |